# Камила Валијева
Камила Ваљеријевна Валијева (рус. Камила Валерьевна Валиева;  26. април 2006) руска је клизачица на леду татарскога порекла. Она је шампион Европе 2022, шампион Ростелеком купа 2021, међународна шампионка Канаде 2021, и сребрна медаља Русије 2021 и 2023. Такође је олимпијска шампионка 2022. у екипном такмичењу. Њену олимпијску титулу пропратиле су бројне контроверзе у вези с допингом. Она је тестирана позитивно на триметазидин, лек за срце који је забрањен у спорту јер побољшава перформансе спортисте.
Валијева је актуелна светска рекордерка за женски кратки програм, слободно клизање и укупне резултате. Током своје каријере поставила је девет светских рекорда. Она је прва клизачица која је премашила праг од 250, 260 и 270 поена у укупном резултату (све у једној сезони), прва која је прескочила праг од 170 и 180 поена у слободном клизању и прва да пређе праг од 90 поена у кратком програму. Она је друга жена која је слетела у четвороструки окрет након саиграчице Александре Трусове, четврта жена која је извела четвороструки скок било које врсте, 16. жена која је долетела троструки аксел и трећа жена која је извела троструки аксел и четвороструки скок у истом програму после Алисе Лиу и саиграчице Софије Акатеве.

## Лични живот
Валијева је рођена 26. априла 2006. у Казању, Русија. Она је татарске националности. Она има једног кућног љубимца пса, померанца по имену Лева (Лиова),  којег су јој поклонили фанови 2019. године. Валијеву је мајка у раном детињству уписала на часове гимнастике, балета и уметничког клизања, али је охрабрила да се фокусира искључиво на клизање након што је напунила пет година. Она је навела Нејтана Чена као једног од клизача чијој се техници и способности диви.  У интервјуу приказаном на додели награда ИСУ Скатинг Авардс 2021, Валијева се нада да ће постати психолог након што се повуче из уметничког клизања. 

## Каријера

### Рана каријера
Валијева је почела да клиза 2009. године у РСДУССХОР-у у Казању. Прво ју је тренирала Ксенија Иванова, затим Марина Кудријавцева и Игор Љутиков и Наталија Дубинскаја.  Када је напунила шест година, преселила се у Москву да тренира у СШОР Москвичу. 
У сезони 2018–19, пре њеног међународног дебија, снимци Валијеве кратког програма, који је Арво Перт поставио на Спиегел им Спиегел привукли су пажњу широм света. Тутберидзе га је описала као њен омиљени програм године. Програм је такође скренуо пажњу Пикасовој унуци Диани Видмајер Пикасо, која је позвала Валијеву да је посети у Паризу. Између осталих победа те сезоне, освојила је првенство Русије за млађе узрасте.

### Сезона 2019–2020: јуниорски шампион света
Валијева је дебитовала на међународном плану крајем августа 2019. на такмичењу Јуниор Гранд Прик у Куршевелу у Француској. Трећепласирана у кратком програму и прва у слободном клизању, освојила је златну медаљу испред Ви Сео-јеонг из Јужне Кореје. На такмичењу, Валијева је постала друга клизачица икада која је успела да направи четвороструку петљу на такмичењу. Њен укупан резултат на такмичењу био је четврти највећи резултат који је постигла клизачица појединачно на јуниорском нивоу, иза саиграчица Александре Трусове, Ане Шчербакове и Алене Косторнаје.
Месец дана касније, на ЈГП Русија 2020, заузела је прво место у оба програма са личним најбољим резултатом. Са две златне медаље, квалификовала се на прво место у финале јуниорске Велике награде 2019–20 у Торину, Италија. 
Са 13 година, Валијева је била премлада да уђе на првенство Русије 2020. као сениорка у децембру. Почетком фебруара, Валијева се уместо тога такмичила на јуниорском првенству Русије 2020, које је освојила након што је била прва у оба програма испред Акатијеве и Усачеве. После такмичења, именована је у руски тим за Светско јуниорско првенство 2020. заједно са саиграчицама Усачевом, која је заузела треће место, и Хромихом, која је била пета.
Светско јуниорско првенство 2020. многи су поново видели као обрачун између Валијеве и Лиу, која је недавно одбранила титулу на сениорском првенству САД 2020 . Валијева је заузела прво место у кратком програму испред Ли Хае-ин из Јужне Кореје и Усачеве, постављајући нови лични рекорд.. Освојила је титулу и постала нова јуниорска шампионка света, испред Усачеве и Ли.

### Сезона 2020–2021
Валијева је клизала на руским пробним клизаљкама 2020. у Москви, приказујући своје нове програме за сезону 2020–21. Извела је комбинацију четворних прстију у слободном клизању. Освојила је сребрну медаљу.  Касније се такмичила на петој етапи Купа Русије. Тамо се пласирала на прво место у кратком програму, са једним искораком у покушају троструког Аксела. У слободном клизању такође је била прва, завршивши две четвороструке петље (једну у комбинацији) и са само једном грешком на троструком Лутзу. Заузела је прво место, освојивши златну медаљу са једним од највиших укупних резултата у руском домаћем такмичењу. 
Дебитујући на сениорском првенству Русије, Валијева је заузела друго место у кратком програму упркос паду са троструким акселом.  Такође је заузела друго место у слободном клизању.
Након националног првенства, Валијева је учествовала на Трофеју Првог канала 2021, телевизијском тимском такмичењу организованом уместо отказаног Европског првенства . Изабрана у тим Црвене машине од стране капитена Алине Загитове, Валијева је освојила и кратки програм и слободне клизаљке, помажући свом тиму да освоји трофеј.   На свом последњем догађају у сезони, Валијева је учествовала у финалу сениорског Купа Русије, победивши у кратком програму великом разликом. 

### Сезона 2021–2022: Олимпијске игре у Пекингу
Валијева је дебитовала у међународној сениорској конкуренцији на трофеју ЦС Финске 2021 . Заузела је треће место у кратком програму након што је пала у покушају троструког Аксела. У слободном клизању, она је слетела са три четвороскока, забележивши светски рекорд од 174,31 поен, чиме је поставила и нови светски рекорд у укупном броју поена (249,24). 
Дебитујући у сениорској Гран при на Међународном скејт Канади 2021, Валијева је победила у кратком програму са новим личним најбољим резултатом од 84,19, 2,95 поена испред Елизавете Туктамишеве на другом месту. У слободном клизању клизала је чист програм са три четворке и само једном мањом грешком у троструком акселу. Поново је поставила нови светски рекорд у слободном клизању за жене (180,89) и укупан резултат (265,08).  Други задатак Валијеве у сезони био је Куп Ростелекома 2021. године, који је ове године одржан у Палати клизања Ледени брег у Сочију, месту домаћина клизачких такмичења на Зимским олимпијским играма 2014, уместо у Москви као обично. У кратком програму постигла је 87,42 поена, чиме је оборила претходни светски рекорд Алене Косторнаие од 85,45. У наставку је подигла светске рекорде у слободном клизању (185,29) и укупном резултату (272,71). Њен резултат је био виши од резултата победника у дисциплини за мушкарце, колеге Самбо-70 клизача Морисија Квителашвилија из Грузије, упркос томе што је мушки резултат компоненти програма (ПЦС) порастао за 20% више.  Резултати Валијеве су је квалификовали за финале Гранд Прика, које је касније отказано због ограничења путовања и окупљања изазваних ширењем Омикрон варијанте током пандемије ЦОВИД-19 . 
Ваљева је 24. децембра заузела прво место у кратком програму на првенству Русије 2022. године, скоро 10 бодова испред Шчербакове на другом месту. Постигла је 193,10 у слободној клизаљки, уз освојену златну медаљу од 283,48 поена, скоро 35 поена испред сребрне Александре Трусове.Као државна шампионка, гарантован јој је улазак у руски олимпијски тим . 
Валијева је дебитовала на Европском првенству у јануару 2022. у Талину, Естонија. Завршила је прва у кратком програму чистом клизаљком и повећала свој светски рекорд за више од три бода и постала прва жена која је пробила баријеру од 90 поена.
Одабрана као руска улазница у женским сегментима олимпијског тимског такмичења, Валијева је почела Зимске олимпијске игре 2022. са првим местом у кратком програму са чистим троструким акселом, постигавши близу сопственог светског рекорда.  Одабрана је и за женско слободно клизање у екипном такмичењу, победивши у сегменту са програмом који је укључивао два чиста четвороскока и троструки аксел, додуше са падом у другом покушају куад тое лооп-а. Њен резултат је био преко 30 бодова више од другопласиране Каори Сакамото из Јапана.  Валијева је постала прва жена која је на Олимпијским играма скочила у четвороструки скок. Тим РОЦ-а је победио у екипном такмичењу, али је додела медаља одложена на неодређено време.
Дана 8. фебруара, у Лабораторији за допинг контролу у Универзитетској болници Каролинска  лабораторије акредитоване Светске антидопинг агенције (ВАДА) у Стокхолму, узорак урина који је Валијева предала на тест на дроге 25. децембра 2021., на првенству Русије у Санкт Петербургу, позитиван тест на трагове забрањене супстанце триметазидина, лека који се користи за лечење ангине и повећање издржљивости и ефикасности протока крви.     Истог дана, дан након клизања у екипном такмичењу, добила је привремену суспензију од стране Руске антидопинг агенције (РУСАДА), на коју се успешно жалила. Међународни олимпијски комитет (МОК) одложио је на неодређено време церемонију доделе медаља за тимски меч до „правних консултација“; заједно са Међународном клизачком унијом (ИСУ) и ВАДА-ом, МОК се жалио на одлуку РУСАДА-е да укине суспензију Валијеве.   Према Пол Грину, спортском адвокату из САД, пошто је Валијева малолетна, њен тим би могао да пристане на упозорење као санкцију. 
Дана 14. фебруара, ЦАС је одлучио да ће Валијева бити дозвољена да се такмичи у женској појединачној конкуренцији, одлучивши да би њено спречавање да се такмичи „нанело непоправљиву штету у датим околностима“, иако би било које медаље за њене наступе, укључујући и у екипном такмичењу, још увек би се разматрало. Привремена одлука донета је делимично због њених година, јер малолетни спортисти подлежу другачијим правилима него одрасли спортисти. Међутим, МОК је саопштио да, ако Валијева добије медаљу у овој дисциплини, неће бити доделе медаља "из поштења према свим спортистима".   Према речима представника МОК-а, Валијева је тврдила да је позитиван резултат теста „због контаминације леком [њеног] деде“. 

## Техника клизања
Под надимком "Госпођица савршена", многе судије Валијеву сматрају најбољом клизачицом у историји.  Дана 23. августа 2019. године, на јуниорском нивоу Гран прија у Француској, Валијева је извела четвороструки скок са позитивним „ГОЕ“, чиме је постала друга жена која је извела овај скок у историји уметничког клизања (после Александре Трусове) на такмичењима под покровитељством Међународне клизачке уније .    Она је 5. децембра 2020. чисто извела троструки аксел у кратком програму на сцени Купа Русије у Москви.  2022. године, Валијева је постала прва жена која је скочила четвороструко на Олимпијским играма, а бивша немачка уметничка клизачица и олимпијска шампионка Катарина Вит назвала ју је „чудо од детета, чије су тешке перформансе и грациозност очарале цео свет само на 15." 

## Светски рекорди и достигнућа
- Постала је тек друга жена која је освојила квад тое луп на ЈГП Француске 2019 .
- Постала је прва жена која је прешла 90 поена у кратком програму,  баријеру од 170 и 180 поена у слободном клизању, као и баријеру од 250, 260 и 270 поена укупно.
- Поставила је јуниорски рекорд за највећи резултат у слободном клизању и укупан резултат на Светском првенству за јуниоре 2020. године, надмашивши претходне рекорде у обе категорије које је поставила њена другарица на тренингу Александра Трусова. Њене рекордне резултате је касније надмашила саиграчица Софија Акатева 2021.
- Поставила је нови сениорски рекорд за наојцењенији троструки аксел када је освојила 11,54 поена на Европском првенству 2022 .
- Постала је прва Европљанка која је извела троструки аксел и прва жена која је скочила четвороструко на Олимпијским играма током тимског такмичења, одржаног од 4. до 7. фебруара 2022. [23]

### Резултати светског рекорда за сениоре
Валијева је поставила осам светских рекорда.
| Укупни рекорди за жене            | Укупни рекорди за жене | Укупни рекорди за жене | Укупни рекорди за жене |
| Датум                             | Сцоре                  | Догађај                | Белешка |
| --------------------------------- | ---------------------- | ---------------------- | --- |
| 27. новембар 2021                 | 272.71                 | Куп Ростелекома 2021   | Тренутни светски рекорд. Валијева је постала прва жена која је пробила баријеру од 270 поена за укупан резултат.                                |
| 30. октобар 2021                  | 265.08                 | 2021 Скејт Канада      | Валијева је постала прва жена која је пробила границу од 250 и 260 поена за укупан резултат.                                                    |
| 10. октобар 2021                  | 249.24                 | Трофеј ЦС Финске 2021  | Она је оборила претходни рекорд који је држала Алена Косторнаиа за око 2 поена.                                                                 |
| Женски кратки програм             |                        |                        | |
| Датум                             | Скор                   | Догађај                | Белешка |
| 13. јануар 2022                   | 90.45                  | Европљани 2022         | Тренутни светски рекорд. Оборила је сопствени рекорд на Ростелеком купу 2021. за више од три бода.                                              |
| 26. новембар 2021                 | 87.42                  | Куп Ростелекома 2021   | Оборила је претходни рекорд Алена Косторнаиа за око 2 поена.                                                                                    |
| Рекорди слободног клизања за жене |                        |                        | |
| Датум                             | Сцоре                  | Догађај                | Белешка |
| 27. новембар 2021                 | 185.29                 | Куп Ростелекома 2021   | Тренутни светски рекорд. |
| 29. октобар 2021                  | 180.89                 | 2021 Скејт Канада      | Валијева је постала прва жена која је прешла баријеру од 180 поена у слободном клизању.                                                         |
| 10. октобар 2021                  | 174.31                 | Трофеј ЦС Финске 2021  | Она је оборила претходни рекорд Александре Трусове за око 8 поена и постала прва жена која је прешла баријеру од 170 поена у слободном клизању. |

### Јуниорски светски рекорди
Валијева је поставила два јуниорска светска рекорда по систему +5 / -5 ГОЕ.